# Bùi Tu
Bùi Tu (chữ Hán: 裴修, 442 – 492), tự Nguyên Ký, người huyện Văn Hỷ, quận Hà Đông , quan viên nhà Bắc Ngụy.

## Cuộc đời
Cha là Bùi Tuấn, được tặng Bình nam tướng quân, Tần Châu thứ sử, Văn Hỷ Khang hầu. Tu giỏi biện luận, lại hiếu học. Lên 13 tuổi, được bổ làm Trung thư học sanh, thăng làm Bí thư trung tán, chuyển làm Chủ khách lệnh.
Vì cha vợ là Lý Hân bị Văn Minh thái hậu giết hại, Tu ra làm Tử đô đại tướng ở quận Trương Dịch. Nơi này tiếp giáp với người Nhu Nhiên, nhiều lần bị cướp bóc; Tu xây dựng Phong hậu (tức đài phong hỏa), có phương lược để phòng ngự.
Sau 6 năm, quan ải yên tĩnh, Bắc Ngụy Hiếu Văn đế khen ngợi, trưng Tu làm Trung bộ lệnh, sau đó chuyển làm Trung đại phu, kiêm Từ bộ tào sự, chuyên trách lễ nhạc. Hiếu Văn đế tiến hành Hán hóa, nên tiến hành nhiều cuộc thảo luận về lễ nghi; Tu đều tham gia bàn bạc, luôn đưa ra được ý kiến hợp lý.
Năm Thái Hòa thứ 16 (492), Tu mất, hưởng thọ 51 tuổi. Hiếu Văn đế thương tiếc, phúng 100 xúc lụa, đặt thụy là Cung bá. Bắc Ngụy Tuyên Vũ đế truy tặng Tu làm Phụ quốc tướng quân, Đông Tần Châu thứ sử.

## Gia đình
Tu sớm mồ côi cha, nhờ để tang mà nổi tiếng là hiếu tử. Bấy giờ 2 em trai, 3 em gái vẫn còn nhỏ tuổi, Tu nuôi nấng dạy bảo, rất có phương pháp. Em thứ Bùi Vụ mất sớm, Tu rất thương xót, khiến người qua đường cũng cảm động. Tu nuôi dạy con trai của Vụ là Bùi Mỹ, xem như con mình; đến khi Mỹ dời ra ở riêng, Tu đem tất cả nô tỳ, ruộng vườn giao cho anh ta, được người đời khen ngợi. (Các con của Bùi Tu đã có phần riêng, đây là Bùi Tu xem Bùi Mỹ như con út, giao phần gia sản còn lại cho anh ta.)
Con là Bùi Tuân, sử cũ có truyện.